# The Very Best of Meat Loaf
The Very Best of Meat Loaf är ett samlingsalbum av Meat Loaf släppt 10 november 1998, sammanfattandes hans karriär från 1977 till 1998.
Föga förvånande domineras dubbelalbumet av låtar från de två succéalbumen Bat Out of Hell och Bat Out of Hell II: Back Into Hell, med 5 respektive 4 låtar. Blind Before I Stop lämnas, även det föga förvånande, helt utanför liksom Stoney & Meatloaf, duettalbumet med Stoney Murphy från 1971.
Förutom gamla hits innehåller albumet även tre nya låtar. Två av dem, "Home By Now/No Matter What" och "A Kiss Is A Terrible Thing To Waste", kommer från musikalen Whistle Down the Wind och är skrivna av Andrew Lloyd Webber och Jim Steinman. Den tredje är "Is Nothing Sacred", skriven av Jim Steinman och Don Black. Singelversionen av "Is Nothing Sacred" gjordes som en duett med Patti Russo medan Meat Loaf sjöng albumversionen solo. Bonnie Tyler sjunger på delar av "A Kiss Is a Terrible Thing to Waste".

## Låtlista
Skiva ett
1. "Home By Now/No Matter What" (Andrew Lloyd Webber/Jim Steinman) - 8:25
2. "Life Is a Lemon and I Want My Money Back (remix)" (Jim Steinman) - 8:07
3. "You Took the Words Right Out of My Mouth (Hot Summer Night)" (Jim Steinman) - 5:04
4. "Two Out of Three Ain't Bad" (Jim Steinman) - 5:23
5. "Modern Girl" (Paul Jacobs/Sarah Durkee) - 4:24
6. "Rock and Roll Dreams Come Through" (Jim Steinman) - 5:41
7. "Is Nothing Sacred" (Jim Steinman/Don Black) - 6:37
8. "Paradise By the Dashboard Light" (Jim Steinman) - 8:28
9. "Heaven Can Wait" (Jim Steinman) - 4:36

Skiva två
1. "I'd Do Anything for Love (but I Won't Do That)" (Jim Steinman) - 11:52
2. "A Kiss Is a Terrible Thing to Waste" (Andrew Lloyd Webber/Jim Steinman) - 7:37
3. "I'd Lie for You" (And That's The Truth)" (Diane Warren) - 6:48
4. "Not a Dry Eye in the House" (Diane Warren) - 5:54
5. "Nocturnal Pleasure" (Jim Steinman) - 0:38
6. "Dead Ringer for Love" (Jim Steinman) - 4:21
7. "Midnight at the Lost and Found" (Marvin Lee Aday/Steve Buslowe/Paul Christie/Dan Peyronel) - 3:36
8. "Objects in the Rearview Mirror May Appear Closer Than They Are" (Jim Steinman) - 9:45
9. "Bat Out of Hell" (Jim Steinman) - 9:48